# Korita (gmina Trebnje)
Korita – wieś w Słowenii, w gminie Trebnje. W 2018 roku liczyła 72 mieszkańców.